# 岩川醸造
岩川醸造株式会社（いわがわじょうぞう）は、鹿児島県曽於市に本社・工場を置く日本の酒類醸造会社。本格焼酎の製造・販売を行っている。
1870年（明治3年）創業、1922年株式会社化。

## 主な銘柄
- ハイカラさんの焼酎岩の泉（芋焼酎）
- ハイカラさんの黒麹造り（芋焼酎）
- 薩摩邑（芋焼酎）
- 紅薩摩邑（芋焼酎）
- 薩摩邑かめつぼ熟成（芋焼酎）
- 鬼嫁（芋焼酎）
- おやっとさぁ（芋焼酎）
- おやっとさぁ黒（芋焼酎）、他多数。

## 沿革
- 1870年（明治03年） - 曽於郡岩川村（現・曽於市大隅町岩川）にて創業
- 1922年（大正11年） - 株式会社に組織変更、岩川醸造株式会社となる。
- 1974年（昭和49年） - 池田豊氏が岩川醸造株式会社四代目社長に就任する。
- 1985年（昭和60年） - 「ハイカラさんの焼酎」を発売開始。
- 2003年（平成15年） - 本社工場を全面改築、「ハイカラさんの黒麹造り」発売開始
- 2004年（平成16年） - 東京支店開設 、「薩摩邑」発売開始
- 2010年（平成22年） - 株式会社上組の子会社、株式会社カミックスが全株式を取得[2]
- 2012年（平成24年） - 東京支店が港区新橋から、港区芝浦に移転

## 事業所
- 本社・工場：鹿児島県曽於市大隅町岩川6557-6
- 東京支店：東京都港区芝浦三丁目7番9号 サニープレイス田町ビル3階